# Melsdorf
Melsdorf település Németországban, Schleswig-Holstein tartományban. Lakosainak száma 1974 fő (2023. december 31.).

## Népesség
A település népességének változása:
| Lakosok száma | 1174 | 1690 | 1852 | 1854 | 1963 | 2008 | 1974 |
|               | 1975 | 2014 | 2017 | 2019 | 2021 | 2022 | 2023 |